# Pišťucha ladacká
Pišťucha ladacká (Ochotona ladacensis) je druh býložravého savce z čeledi pišťuchovití. I když patří mezi zajícovce, vzhledově se podobá spíše morčeti.

## Popis
Délka dospělého jedince činí 18 až 23 cm, lebka je silně klenutá. Srst pišťuchy ladacké má světle hnědou nebo šedou barvu, se žlutavými či bělavými spodními partiemi. Vnější oblast uší má barvu v odstínech rezavě hnědé.

## Taxonomie
Pišťucha ladacká byla původně považována za populaci pišťuchy černolící (Ochotona curzoniae), a to na základě zbarvení a určitých podobností na lebce (morfologie interorbitální oblasti). Druhy jsou dnes považovány za samostatné, mj. na základě menší bubínkové výdutě v případě pišťuchy ladacké a odlišně klenutému tvaru lebky. Pišťucha ladacká je monotypický taxon, nevytváří žádné známé poddruhy.

## Biologie

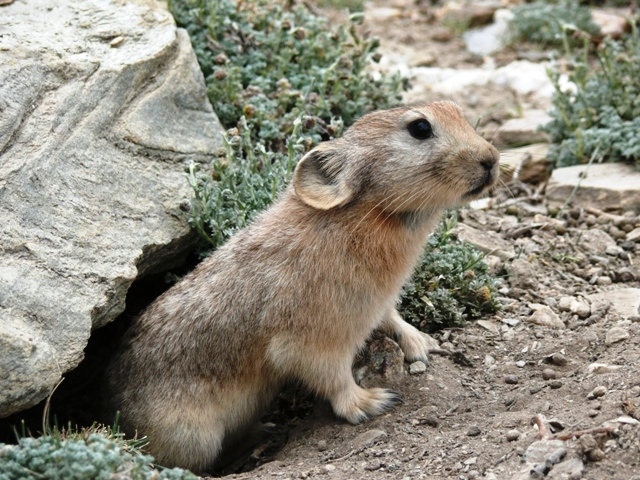
Pišťucha ladacká u své nory

Pišťuchy ladacké se vyskytují v horských pásmech severní Indie, severovýchodního Pákistánu a západní Číny. Obývají neúrodná horská údolí v nadmořských výškách mezi 4 200 a 5 400 metry nad mořem, s převládajícími polštářovitými porosty prvosenek, ostřic (Carex moorcroftii) a písečnic (Arenaria musciformis). Žijí v norách.
Pišťuchy ladacké vytvářejí teritoriální rodinné skupiny. Jsou to býložravci, z toho během zimy se pravděpodobně živí kořeny rostlin. Jejich přirozeným predátorem je manul (Otocolobus manul).
Rozmnožují se na konci června a na začátku července.